# 청곡항
청곡항(靑谷港)은 대한민국 경상남도 거제시 사등면 청곡리에 있는 어항이다. 2003년 2월 3일 어촌정주어항으로 지정되어 관리되고 있다. 시설관리자는 거제시장이다.

## 어항 연혁
- 청곡 마을은 고인돌이 있는 지석방에 속하고 있었으나 분리되면서 청초산 밑이고 구석촌 골짜기에 있다하여 청곡이라 불린다.

## 어항 구역
- 수역: 미지정(거제시 사등면 청곡리 495-9번지)
- 육역: 미지정

## 어항 시설
- 물양장, 선착장

## 주요 어종
- 굴, 도다리, 감성돔, 노래미, 멸치